# Jan Jansz van de Velde
Jan Jansz van de Velde, född 1619 eller 1620 i Haarlem, död 1662, var en nederländsk konstnär.
Van de Velde är påvisbar i Amsterdam 1642. Han förefaller ha utvecklat sin mycket personliga stil under påverkan från Pieter Claesz, Jan Treck och Willem Kalf. Han målade främst stilleben.